# Gabe Davis
Gabriel Davis (Sanford, Florida; 1 de abril de 1999) más conocido como Gabe Davis, también lo apodan Big Game Gabe, es un jugador profesional estadounidense de fútbol americano, se desempeña en la posición de wide receiver en Buffalo Bills, en la National Football League (NFL).

## Carrera
Hizo su debut profesional con el equipo Buffalo Bills, lleva jugando cuatro temporadas, comenzó en el 2020.